# KVC Westerlo in het seizoen 2013/14
Hier vindt men de wedstrijden, transfers en statistieken van KVC Westerlo in het seizoen 2013/14.

## Spelerskern
| Nr.           | Naam                 | Nationaliteit | Geboortedatum | Vorige club           | Bij club sinds |
| ------------- | -------------------- | ------------- | ------------- | --------------------- | -------------- |
| Keepers       |                      |               |               |                       |                |
| 1             | Michael Cordier      | België        | 27-03-1984    | RSC Anderlecht        | 01-07-2012     |
| 29            | Jordy Huysmans       | België        | 04-06-1997    | KRC Genk              | 01-07-2013     |
| 30            | Koen Van Langendonck | België        | 09-06-1989    | K. Beerschot AC       | 01-07-2013     |
| Verdedigers   |                      |               |               |                       |                |
| 3             | Stijn Minne          | België        | 29-06-1978    | SV Zulte Waregem      | 01-07-2012     |
| 4             | Birger Maertens      | België        | 28-06-1980    | /                     | 01-07-2012     |
| 5             | Jeroen Vanthournout  | België        | 29-06-1989    | KSV Roeselare         | 01-01-2011     |
| 8             | Laurens Paulussen    | België        | 19-07-1990    | KV Mechelen           | 23-07-2012     |
| 17            | Kenneth Schuermans   | België        | 25-05-1991    | eigen jeugd           | 01-03-2011     |
| 20            | Matthias Trenson     | België        | 03-10-1986    | Enosis Neon Paralimni | 01-07-2012     |
| 22            | Jeffrey Rentmeister  | België        | 18-06-1994    | CS Visé               | 01-01-2013     |
| Middenvelders |                      |               |               |                       |                |
| 6             | Kevin Geudens        | België        | 02-10-1980    | KV Mechelen           | 01-01-2012     |
| 10            | Raphaël Lecomte      | Frankrijk     | 22-05-1988    | CS Visé               | 01-01-2013     |
| 12            | Nicolas Rommens      | België        | 17-12-1994    | eigen jeugd           | 01-07-2013     |
| 14            | Philippe Janssens    | België        | 17-03-1988    | FCV Dender EH         | 03-10-2012     |
| 15            | Stef Vervoort        | België        | 20-02-1995    | eigen jeugd           | 01-01-2013     |
| 18            | Brandon Deville      | België        | 17-02-1993    | AC Ajaccio            | 01-01-2014     |
| 23            | Jarno Molenberghs    | België        | 11-12-1989    | eigen jeugd           | 01-07-2008     |
| 24            | Jens Cools           | België        | 16-10-1990    | eigen jeugd           | 01-03-2010     |
| 25            | Maxime Annys         | België        | 24-07-1986    | /                     | 03-10-2013     |
|               | Jonathan Wilmet      | België        | 07-01-1986    | KV Mechelen           | 01-07-2012     |
| Aanvallers    |                      |               |               |                       |                |
| 3             | Kevin Koffi          | Ivoorkust     | 25-06-1986    | Boussu Dour Borinage  | 31-01-2014     |
| 7             | Leandro Trossard     | België        | 04-12-1994    | KRC Genk              | 01-07-2013     |
| 9             | Kevin Vandenbergh    | België        | 16-05-1983    | KV Mechelen           | 24-08-2012     |
| 11            | Jaime Alfonso Ruiz   | Colombia      | 03-01-1984    | KV Mechelen           | 23-07-2013     |
| 16            | Kennedy Nwanganga    | Nigeria       | 15-08-1990    | KRC Genk              | 02-09-2013     |
| 19            | Sherjill Mac-Donald  | Nederland     | 20-11-1984    | Chicago Fire          | 14-08-2013     |
|               | Nick Van Belle       | België        | 17-03-1993    | Club Brugge           | 01-07-2012     |

## Oefenwedstrijden
| Datum      | Thuis/Uit | Tegenstander     | Score | Doelpuntenmaker(s) KVC Westerlo |
| ---------- | --------- | ---------------- | ----- | ------------------------------- |
| 03-07-2013 | Thuis     | Waasland-Beveren | 2 - 3 |                                 |
| 06-07-2013 | Thuis     | Sporting Lokeren | 2 - 3 |                                 |
| 09-07-2013 | Uit       | Willem II        | 1 - 1 |                                 |
| 13-07-2017 | Uit       | MVV              | 3 - 2 |                                 |
| 17-07-2017 | Uit       | Cercle Brugge    | 0 - 1 |                                 |
| 20-07-2017 | Uit       | Sparta Rotterdam | 2 - 0 |                                 |

## Proximus League

### Wedstrijden
| Proximus League |                                                                                           |                                                                         |                         |                                        | |                                         |
| Speeldag        | Wedstrijddetails                                                                          | Thuisploeg                                                              | Uitslag                 | Uitploeg                               | Opstelling | Kaarten                                 |
| Heenronde       |                                                                                           |                                                                         |                         |                                        | |                                         |
| 1               | 3 augustus 2013 20:00 't Kuipje Westerlo Ref: Dieter De Naeyer                            | KVC Westerlo                                                            | 2 - 2                   | AFC Tubeke                             | Van Langendonck Paulussen (46' Vandenbergh), Maertens, Trenson (68' Schuermans), Vanthournout, Molenberghs, Cools, Geudens, Wilmet (68' Janssens), Ruiz, Trossard       |                                         |
| 1               | 3 augustus 2013 20:00 't Kuipje Westerlo Ref: Dieter De Naeyer                            | 69' Vandenbergh 85' Vandenbergh                                         | 0-1 0-2 1-2 2-2         | 25' Doumbouya 42' Gevaert              | Van Langendonck Paulussen (46' Vandenbergh), Maertens, Trenson (68' Schuermans), Vanthournout, Molenberghs, Cools, Geudens, Wilmet (68' Janssens), Ruiz, Trossard       |                                         |
| 2               | 9 augustus 2013 20:30 Soevereinstadion Lommel Ref: Lawrence Visser                        | Lommel United                                                           | 0 - 2                   | KVC Westerlo                           | Van Langendonck Minne, Maertens, Schuermans, Trenson, Vanthournout, Molenberghs (90' Van Belle), Wilmet (64' Paulussen), Trossard, Ruiz, Vandenbergh (76' Rentmeister)  | Molenberghs                             |
| 2               | 9 augustus 2013 20:30 Soevereinstadion Lommel Ref: Lawrence Visser                        |                                                                         | 0 -1 0-2                | '64 Ruiz '74 Trossard                  | Van Langendonck Minne, Maertens, Schuermans, Trenson, Vanthournout, Molenberghs (90' Van Belle), Wilmet (64' Paulussen), Trossard, Ruiz, Vandenbergh (76' Rentmeister)  | Molenberghs                             |
| 3               | 31 augustus 2013 20:00 't Kuipje Westerlo Ref: Dennis Vanbecelaere                        | KVC Westerlo                                                            | 2 - 0                   | CS Visé                                | Van Langendonck Rentmeister, Paulussen, Vanthournout, Minne, Molenberghs, Cools, Geudens, Janssens, MacDonald, Ruiz                                                     | Molenberghs                             |
| 3               | 31 augustus 2013 20:00 't Kuipje Westerlo Ref: Dennis Vanbecelaere                        | '18 Ruiz '74 Paulussen                                                  | 1-0 2-0                 |                                        | Van Langendonck Rentmeister, Paulussen, Vanthournout, Minne, Molenberghs, Cools, Geudens, Janssens, MacDonald, Ruiz                                                     | Molenberghs                             |
| 4               | 3 september 2013 20:30 't Kuipje Westerlo Ref: Johan Verbist                              | KVC Westerlo                                                            | 1 - 1                   | STVV                                   | Van Langedonck, Maertens, Minne (46' Paulussen), Rentmeister, Vanthournout Molenberghs, Cools, Geudens, Lecomte (78' Kennedy), MacDonald, Ruiz                          | Rentmeister                             |
| 4               | 3 september 2013 20:30 't Kuipje Westerlo Ref: Johan Verbist                              | '15 Ruiz                                                                | 1-0 1-1                 | Dufer                                  | Van Langedonck, Maertens, Minne (46' Paulussen), Rentmeister, Vanthournout Molenberghs, Cools, Geudens, Lecomte (78' Kennedy), MacDonald, Ruiz                          | Rentmeister                             |
| 5               | 7 september 2013 20:00 Stade Yvan Georges Virton Ref: Gunther Boelen                      | RE Virton                                                               | 0 - 1                   | KVC Westerlo                           | Van Langedonck, Minne, Rentmeister, Trenson, Vanthournout Molenberghs, Cools, Geudens, Lecomte (80' Schuermans), MacDonald (89' Paulussen), Ruiz (84' Kennedy)          |                                         |
| 5               | 7 september 2013 20:00 Stade Yvan Georges Virton Ref: Gunther Boelen                      |                                                                         | 0-1                     | '68 Cools                              | Van Langedonck, Minne, Rentmeister, Trenson, Vanthournout Molenberghs, Cools, Geudens, Lecomte (80' Schuermans), MacDonald (89' Paulussen), Ruiz (84' Kennedy)          |                                         |
| 6               | 11 september 2013 20:30 Edmond Machtenstadion Sint-Jans-Molenbeek Ref: Bram Van Driessche | RWDM Brussels                                                           | 1 - 2                   | KVC Westerlo                           | Van Langedonck, Rentmeister, Schuermans, Trenson, Vanthournout Molenberghs, Cools, Geudens, Lecomte (89' Paulussen), Kennedy, Ruiz (76' Janssens)                       | Kennedy                                 |
| 6               | 11 september 2013 20:30 Edmond Machtenstadion Sint-Jans-Molenbeek Ref: Bram Van Driessche | '84 Lkoutbi                                                             | 0-1 0-2 1-2             | 31' Geudens '60 Rentmeister            | Van Langedonck, Rentmeister, Schuermans, Trenson, Vanthournout Molenberghs, Cools, Geudens, Lecomte (89' Paulussen), Kennedy, Ruiz (76' Janssens)                       | Kennedy                                 |
| 7               | 14 september 2013 20:00 Sportcomplex Seminarie Hoogstraten Ref: Wim Smet                  | Hoogstraten VV                                                          | 1 - 1                   | KVC Westerlo                           | Van Langedonck, Rentmeister, Schuermans, Trenson (' 78 Vandenbergh), Vanthournout Molenberghs, Cools, Geudens, Lecomte, Kennedy ('80 MacDonald), Ruiz                   | Cools                                   |
| 7               | 14 september 2013 20:00 Sportcomplex Seminarie Hoogstraten Ref: Wim Smet                  | '18 Savic                                                               | 0-1 1-1                 | '5 Cools                               | Van Langedonck, Rentmeister, Schuermans, Trenson (' 78 Vandenbergh), Vanthournout Molenberghs, Cools, Geudens, Lecomte, Kennedy ('80 MacDonald), Ruiz                   | Cools                                   |
| 8               | 20 september 2013 20:30 't Kuipje Westerlo Ref: Joerie van de Velde                       | KVC Westerlo                                                            | 3 - 0                   | Boussu Dour                            | Van Langedonck, Maertens, Rentmeister, Vanthournout Molenberghs, Cools, Geudens, Lecomte ('71 Paulussen), MacDonald ('46 Janssens), Ruiz ('83 Schuermans), Trossard     | Geudens                                 |
| 8               | 20 september 2013 20:30 't Kuipje Westerlo Ref: Joerie van de Velde                       | '26 Lecomte(pen.) '32 MacDonald '89 Paulussen                           | 1-0 2-0 3-0             |                                        | Van Langedonck, Maertens, Rentmeister, Vanthournout Molenberghs, Cools, Geudens, Lecomte ('71 Paulussen), MacDonald ('46 Janssens), Ruiz ('83 Schuermans), Trossard     | Geudens                                 |
| 9               | 28 september 2013 20:00 Schiervelde Roeselare Ref: Claude Bourdouxhe                      | KSV Roeselare                                                           | 1 - 2                   | KVC Westerlo                           | Van Langedonck, Paulussen, Maertens, Rentmeister, Trenson, Molenberghs, Cools ('80 Schuermans), Geudens, Lecomte ('77 Janssens), Kennedy, Ruiz                          | Trenson                                 |
| 9               | 28 september 2013 20:00 Schiervelde Roeselare Ref: Claude Bourdouxhe                      | 49' Sarrazyn                                                            | 0-1 1-1 1-2             | '38 Paulussen 82 Ruiz                  | Van Langedonck, Paulussen, Maertens, Rentmeister, Trenson, Molenberghs, Cools ('80 Schuermans), Geudens, Lecomte ('77 Janssens), Kennedy, Ruiz                          | Trenson                                 |
| 10              | 6 oktober 2013 15:00 't Kuipje Westerlo Ref: Jeroen Manschot                              | KVC Westerlo                                                            | 3 - 3                   | White Star Brussel                     | Van Langedonck, Paulussen, Maertens, Rentmeister, Vanthournout (85' Schuermans), Molenberghs, Cools, Geudens, Lecomte, Vandenbergh, Ruiz (85' Kennedy)                  | Vanthournout                            |
| 10              | 6 oktober 2013 15:00 't Kuipje Westerlo Ref: Jeroen Manschot                              | 44' Ndoye (own.) 48' Vandenbergh 61' Paulussen (pen.)                   | 0-1 1-1 2-1 2-2 3-2 3-3 | 10' Loemba 55' de Carvalho '78 Fall    | Van Langedonck, Paulussen, Maertens, Rentmeister, Vanthournout (85' Schuermans), Molenberghs, Cools, Geudens, Lecomte, Vandenbergh, Ruiz (85' Kennedy)                  | Vanthournout                            |
| 11              | 12 oktober 2013 15:00 Armand Melis Stadion Dessel Ref: Christof Dierick                   | Dessel Sport                                                            | 0 - 2                   | KVC Westerlo                           | Van Langedonck, Paulussen, Maertens, Rentmeister, Trenson, Molenberghs, Annys, Geudens, Lecomte, Vandenbergh (77' Cools), MacDonald (90' Rentmeister)                   | 38' Vandenbergh 62' Trenson 83' Geudens |
| 11              | 12 oktober 2013 15:00 Armand Melis Stadion Dessel Ref: Christof Dierick                   |                                                                         | 0-1 0-2                 | 17' Schuermans 73' Annys               | Van Langedonck, Paulussen, Maertens, Rentmeister, Trenson, Molenberghs, Annys, Geudens, Lecomte, Vandenbergh (77' Cools), MacDonald (90' Rentmeister)                   | 38' Vandenbergh 62' Trenson 83' Geudens |
| 12              | 20 oktober 2013 15:00 't Kuipje Westerlo Ref: Alexandre Boucaut                           | KVC Westerlo                                                            | 2 - 1                   | Royal Antwerp                          | Van Langedonck, Paulussen, Maertens, Rentmeister, Schuermans, Cools, Geudens, Annys, Molenberghs (88' Vanthournout), Vandenbergh (64' Janssens), MacDonald (79' Ruiz)   | 42' Annys 61' Maertens 90' Paulussen    |
| 12              | 20 oktober 2013 15:00 't Kuipje Westerlo Ref: Alexandre Boucaut                           | 17' MacDonald 75' MacDonald                                             | 1-0 1-1 2-1             | Maynard                                | Van Langedonck, Paulussen, Maertens, Rentmeister, Schuermans, Cools, Geudens, Annys, Molenberghs (88' Vanthournout), Vandenbergh (64' Janssens), MacDonald (79' Ruiz)   | 42' Annys 61' Maertens 90' Paulussen    |
| 13              | 27 oktober 2013 15:00 Pierre Cornelis Stadion Aalst Ref: Luc Wouters                      | Eendracht Aalst                                                         | 1 - 0                   | KVC Westerlo                           | Van Langedonck, Paulussen (58' Vanthournout), Maertens, Schuermans, Trenson (69' Janssens), Cools, Geudens, Annys, Molenberghs (78' Kennedy), MacDonald, Ruiz           | Paulussen                               |
| 13              | 27 oktober 2013 15:00 Pierre Cornelis Stadion Aalst Ref: Luc Wouters                      | 54' Janssens                                                            | 1-0                     |                                        | Van Langedonck, Paulussen (58' Vanthournout), Maertens, Schuermans, Trenson (69' Janssens), Cools, Geudens, Annys, Molenberghs (78' Kennedy), MacDonald, Ruiz           | Paulussen                               |
| 14              | 2 november 2013 20:00 't Kuipje Westerlo Ref: Stephane Gleton                             | KVC Westerlo                                                            | 2 - 1                   | KSK Heist                              | Van Langedonck, Paulussen, Maertens, Schuermans, Trenson, Molenberghs, Cools, Annys, Lecomte (66' Trossard), MacDonald (89' Rentmeister), Ruiz (74' Vandenbergh)        | Ruiz Schuermans                         |
| 14              | 2 november 2013 20:00 't Kuipje Westerlo Ref: Stephane Gleton                             | 23' Molenberghs 85' MacDonald                                           | 0-1 1-1 2-1             | 19' Webers                             | Van Langedonck, Paulussen, Maertens, Schuermans, Trenson, Molenberghs, Cools, Annys, Lecomte (66' Trossard), MacDonald (89' Rentmeister), Ruiz (74' Vandenbergh)        | Ruiz Schuermans                         |
| 15              | 10 november 2013 15:00 De Leunen Geel Ref: Serge Gumienny                                 | ASV Geel                                                                | 1 - 3                   | KVC Westerlo                           | Van Langedonck, Paulussen, Maertens, Schuermans, Trenson, Molenberghs, Geudens, Annys, Lecomte (81' Kennedy), MacDonald (84' Rentmeister), Trossard (69' Cools)         | Annys                                   |
| 15              | 10 november 2013 15:00 De Leunen Geel Ref: Serge Gumienny                                 | 79' Adesanya                                                            | 0-1 0-2 1-2 1-3         | 1' Trossard 16' Trossard 82' Lecomte   | Van Langedonck, Paulussen, Maertens, Schuermans, Trenson, Molenberghs, Geudens, Annys, Lecomte (81' Kennedy), MacDonald (84' Rentmeister), Trossard (69' Cools)         | Annys                                   |
| 16              | 17 november 2013 15:00 't Kuipje Westerlo Ref: Johan Verbist                              | KVC Westerlo                                                            | 1 - 0                   | Mouscron-Péruwelz                      | Van Langedonck, Paulussen, Maertens, Schuermans, Trenson, Molenberghs, Geudens, Annys (74' Janssens), Lecomte (85' Vanthournout), MacDonald, Trossard (66' Cools)       |                                         |
| 16              | 17 november 2013 15:00 't Kuipje Westerlo Ref: Johan Verbist                              | 4' Molenberghs                                                          | 1-0                     |                                        | Van Langedonck, Paulussen, Maertens, Schuermans, Trenson, Molenberghs, Geudens, Annys (74' Janssens), Lecomte (85' Vanthournout), MacDonald, Trossard (66' Cools)       |                                         |
| 17              | 22 november 20:00 Kehrwergstadion Eupen Ref: Joeri van de Velde                           | KAS Eupen                                                               | 1 - 0                   | KVC Westerlo                           | Van Langedonck, Paulussen, Maertens, Schuermans, Trenson, Vanthournout (84' Vandenbergh), Molenberghs (72' Kennedy), Cools, Geudens, Lecomte (56' Trossard), MacDonald  |                                         |
| 17              | 22 november 20:00 Kehrwergstadion Eupen Ref: Joeri van de Velde                           | 13' Taulemesse                                                          | 1-0                     |                                        | Van Langedonck, Paulussen, Maertens, Schuermans, Trenson, Vanthournout (84' Vandenbergh), Molenberghs (72' Kennedy), Cools, Geudens, Lecomte (56' Trossard), MacDonald  |                                         |
| Terugronde      |                                                                                           |                                                                         |                         |                                        | |                                         |
| 18              | 30 november 2013 20:00 Stade Leburton Tubeke Ref:Jonathan Lardot                          | AFC Tubeke                                                              | 2 - 2                   | KVC Westerlo                           | Van Langedonck, Paulussen, Maertens, Schuermans, Trenson (77' Rentmeister), Molenberghs, Cools (56' Lecomte), Geudens, MacDonald, Ruiz (46' Kennedy), Trossard          | Geudens                                 |
| 18              | 30 november 2013 20:00 Stade Leburton Tubeke Ref:Jonathan Lardot                          | 37' Ambroise 66' Vandebroeck                                            | 1-0 2-0 2-1 2-2         | 80' Kennedy 81' MacDonald              | Van Langedonck, Paulussen, Maertens, Schuermans, Trenson (77' Rentmeister), Molenberghs, Cools (56' Lecomte), Geudens, MacDonald, Ruiz (46' Kennedy), Trossard          | Geudens                                 |
| 19              | 8 december 2013 15:00 't Kuipje Westerlo Ref: Christof Dierick                            | KVC Westerlo                                                            | 2 - 1                   | Lommel United                          | Van Langedonck, Maertens, Schuermans, Vanthournout, Molenberghs (72' Rentmeister), Cools, Geudens, Lecomte, MacDonald, Trossard (81' Ruiz), Kennedy (60' Janssens)      | Maertens                                |
| 19              | 8 december 2013 15:00 't Kuipje Westerlo Ref: Christof Dierick                            | 9' Lecomte 88' Geudens                                                  | 1-0 1-1 2-1             | 53' Gano                               | Van Langedonck, Maertens, Schuermans, Vanthournout, Molenberghs (72' Rentmeister), Cools, Geudens, Lecomte, MacDonald, Trossard (81' Ruiz), Kennedy (60' Janssens)      | Maertens                                |
| 20              | 15 december 2013 15:00 Stade de la Cite de l'Oie Wezet Ref: Sam Loeman                    | CS Visé                                                                 | 0 - 1                   | KVC Westerlo                           | Van Langedonck, Maertens, Schuermans, Vanthournout, Molenberghs (77' Rentmeister), Cools, Geudens, Lecomte, Trossard, Ruiz (40' MacDonald), Kennedy (67' Janssens)      |                                         |
| 20              | 15 december 2013 15:00 Stade de la Cite de l'Oie Wezet Ref: Sam Loeman                    |                                                                         | 0-1                     | 90' MacDonald                          | Van Langedonck, Maertens, Schuermans, Vanthournout, Molenberghs (77' Rentmeister), Cools, Geudens, Lecomte, Trossard, Ruiz (40' MacDonald), Kennedy (67' Janssens)      |                                         |
| 21              | 11 januari 2014 20:00 't Kuipje Westerlo Ref: Tom Ottevaere                               | KVC Westerlo                                                            | 5 - 0                   | RE Virton                              | Van Langedonck, Paulussen, Maertens, Schuermans, Vanthournout, Molenberghs (60' Cools), Geudens, Annys (52' Janssens), Lecomte, MacDonald (65' Deville), Trossard       |                                         |
| 21              | 11 januari 2014 20:00 't Kuipje Westerlo Ref: Tom Ottevaere                               | 4' Annys 9' MacDonald 12' Lecomte 31' MacDonald '63 Cools               | 1-0 2-0 3-0 4-0 5-0     |                                        | Van Langedonck, Paulussen, Maertens, Schuermans, Vanthournout, Molenberghs (60' Cools), Geudens, Annys (52' Janssens), Lecomte, MacDonald (65' Deville), Trossard       |                                         |
| 22              | 19 januari 2019 15:00 Stayen Sint-Truiden Ref: Alexandre Boucaut                          | STVV                                                                    | 3 - 2                   | KVC Westerlo                           | Van Langedonck, Paulussen (83 Ruiz), Maertens (83' Deville), Schuermans, Vanthournout, Molenberghs, Cools, Geudens, Lecomte, MacDonald, Trossard (71' Rentmeister)      | Cools Geudens Paulussen                 |
| 22              | 19 januari 2019 15:00 Stayen Sint-Truiden Ref: Alexandre Boucaut                          | 21' Schoofs 48' Dequevy 80' Aoulad                                      | 1-0 2-0 2-1 2-2 3-2     | 54' Paulussen (pen.) 57' Lecomte       | Van Langedonck, Paulussen (83 Ruiz), Maertens (83' Deville), Schuermans, Vanthournout, Molenberghs, Cools, Geudens, Lecomte, MacDonald, Trossard (71' Rentmeister)      | Cools Geudens Paulussen                 |
| 23              | 25 januari 2014 20:00 't Kuipje Westerlo Ref: Christof Virant                             | KVC Westerlo                                                            | 1 - 0                   | RWDM Brussels                          | Van Langedonck, Paulussen, Maertens, Schuermans, Vanthournout, Molenberghs (58' Deville), Cools, Janssens (84' Rentmeister), Lecomte, MacDonald, Trossard (68' Ruiz)    | Cools Schuermans                        |
| 23              | 25 januari 2014 20:00 't Kuipje Westerlo Ref: Christof Virant                             | 58' Vanthournout                                                        | 1-0                     |                                        | Van Langedonck, Paulussen, Maertens, Schuermans, Vanthournout, Molenberghs (58' Deville), Cools, Janssens (84' Rentmeister), Lecomte, MacDonald, Trossard (68' Ruiz)    | Cools Schuermans                        |
| 24              | 2 februari 2014 15:00 't Kuipje Westerlo Ref: Jonathan Lardot                             | KVC Westerlo                                                            | 2 - 0                   | Hoogstraten VV                         | Van Langedonck, Paulussen, Schuermans, Maertens, Vanthournout Molenberghs (61 Janssens), Annys, Geudens, Lecomte, MacDonald, Trossard (61' Vandenbergh)                 | Schuermans                              |
| 24              | 2 februari 2014 15:00 't Kuipje Westerlo Ref: Jonathan Lardot                             | 89' Vandenbergh 90' MacDonald                                           | 1-0 2-0                 |                                        | Van Langedonck, Paulussen, Schuermans, Maertens, Vanthournout Molenberghs (61 Janssens), Annys, Geudens, Lecomte, MacDonald, Trossard (61' Vandenbergh)                 | Schuermans                              |
| 25              | 7 februari 2014 20:30 Robert Urban Stadion Boussu Ref: Wim Smet                           | Boussu Dour                                                             | 0 - 0                   | KVC Westerlo                           | Van Langedonck, Paulussen (74' Vandenbergh), Schuermans, Maertens, Vanthournout Molenberghs (46' Trossard), Cools, Geudens, Lecomte (87' Rentmeister), MacDonald, Koffi | Cools                                   |
| 25              | 7 februari 2014 20:30 Robert Urban Stadion Boussu Ref: Wim Smet                           |                                                                         |                         |                                        | Van Langedonck, Paulussen (74' Vandenbergh), Schuermans, Maertens, Vanthournout Molenberghs (46' Trossard), Cools, Geudens, Lecomte (87' Rentmeister), MacDonald, Koffi | Cools                                   |
| 26              | 15 februari 2014 20:00 't Kuipje Westerlo Ref: Martin van den Kerkhof                     | KVC Westerlo                                                            | 6 - 0                   | KSV Roeselare                          | Van Langedonck, Cools (64' Rentmeister), Schuermans, Maertens, Vanthournout Deville, Geudens, Koffi, Janssens, Lecomte (64' Trenson), MacDonald (64' Trossard)          |                                         |
| 26              | 15 februari 2014 20:00 't Kuipje Westerlo Ref: Martin van den Kerkhof                     | 5' Lecomte 6' Koffi 17' Janssens 21' MacDonald 24' Schuermans 60' Koffi | 1-0 2-0 3-0 4-0 5-0 6-0 |                                        | Van Langedonck, Cools (64' Rentmeister), Schuermans, Maertens, Vanthournout Deville, Geudens, Koffi, Janssens, Lecomte (64' Trenson), MacDonald (64' Trossard)          |                                         |
| 27              | 2 maart 2014 15:00 Edmond Machtensstadion Sint-Jans-Molenbeek Ref: Denis Vanbecelaere     | White Star Brussel                                                      | 0 - 1                   | KVC Westerlo                           | Van Langedonck, Cools, Schuermans, Maertens, Vanthournout Geudens, Deville (56' Annys), Koffi, Janssens (79' Paulussen), Lecomte, MacDonald (89' Ruiz)                  | Annys Maertens                          |
| 27              | 2 maart 2014 15:00 Edmond Machtensstadion Sint-Jans-Molenbeek Ref: Denis Vanbecelaere     |                                                                         | 0-1                     | 20' Koffi                              | Van Langedonck, Cools, Schuermans, Maertens, Vanthournout Geudens, Deville (56' Annys), Koffi, Janssens (79' Paulussen), Lecomte, MacDonald (89' Ruiz)                  | Annys Maertens                          |
| 28              | 8 maart 2014 20:00 't Kuipje Westerlo Ref: Karim Saadouni                                 | KVC Westerlo                                                            | 3 - 0                   | Dessel Sport                           | Van Langedonck, Cools, Schuermans, Maertens, Vanthournout Deville (66' Paulussen), Geudens, Annys (73' Molenberghs), Lecomte (86' Rentmeister), MacDonald, Koffi        | Annys                                   |
| 28              | 8 maart 2014 20:00 't Kuipje Westerlo Ref: Karim Saadouni                                 | 15' Annys 22' MacDonald 72' Lcomte                                      | 1-0 2-0 3-0             |                                        | Van Langedonck, Cools, Schuermans, Maertens, Vanthournout Deville (66' Paulussen), Geudens, Annys (73' Molenberghs), Lecomte (86' Rentmeister), MacDonald, Koffi        | Annys                                   |
| 29              | 15 maart 2014 20:00 De Bosuil Deurne Ref: Claude Bourdouxhe                               | Royal Antwerp                                                           | 2 - 0                   | KVC Westerlo                           | Van Langedonck, Paulussen (87' Rentmeister), Schuermans, Maertens, Vanthournout Molenberghs, Cools, Geudens, Lecomte (87' Vandenbergh), MacDonald, Koffi                | 7' Geudens 9' Paulussen 39' Cools       |
| 29              | 15 maart 2014 20:00 De Bosuil Deurne Ref: Claude Bourdouxhe                               | 82' Güvenc 87' Tano                                                     | 1-0 2-0                 |                                        | Van Langedonck, Paulussen (87' Rentmeister), Schuermans, Maertens, Vanthournout Molenberghs, Cools, Geudens, Lecomte (87' Vandenbergh), MacDonald, Koffi                | 7' Geudens 9' Paulussen 39' Cools       |
| 30              | 29 maart 2014 20:00 't Kuipje Westerlo Ref: Tim Pots                                      | KVC Westerlo                                                            | 4 - 0                   | Eendracht Aalst                        | Van Langedonck, Paulussen, Schuermans (76' Deville), Maertens, Vanthournout Molenberghs, Geudens (73' Rentmeister), Annys (56' Janssens), Lecomte, MacDonald, Koffi     |                                         |
| 30              | 29 maart 2014 20:00 't Kuipje Westerlo Ref: Tim Pots                                      | 6' Koffi 13' Annys 48' Koffi 50' Geudens                                | 1-0 2-0 3-0 4-0         |                                        | Van Langedonck, Paulussen, Schuermans (76' Deville), Maertens, Vanthournout Molenberghs, Geudens (73' Rentmeister), Annys (56' Janssens), Lecomte, MacDonald, Koffi     |                                         |
| 31              | 4 april 2014 20:00 Gemeentelijk Sportcentrum Heist-op-den-Berg Ref: Thierry Derycke       | KSK Heist                                                               | 0 - 3                   | KVC Westerlo                           | Van Langedonck, Paulussen, Schuermans, Maertens, Vanthournout Molenberghs (55' Cools), Geudens, Annys, Lecomte (86' Rentmeister), MacDonald, Koffi (76' Ruiz)           | Cools                                   |
| 31              | 4 april 2014 20:00 Gemeentelijk Sportcentrum Heist-op-den-Berg Ref: Thierry Derycke       |                                                                         | 0-1 0-2 0-3             | 13' Molenberghs 79' Ruiz 89' MacDonald | Van Langedonck, Paulussen, Schuermans, Maertens, Vanthournout Molenberghs (55' Cools), Geudens, Annys, Lecomte (86' Rentmeister), MacDonald, Koffi (76' Ruiz)           | Cools                                   |
| 32              | 13 april 2014 18:00 't Kuipje Westerlo Ref: Christof Dierick                              | KVC Westerlo                                                            | 4 - 1                   | ASV Geel                               | Van Langedonck, Paulussen, Schuermans, Maertens, Vanthournout Molenberghs, Geudens, Annys (89' Trenson), Lecomte, MacDonald (89' Rentmeister), Koffi (84' Ruiz)         | Maertens Vanthournout Koffi             |
| 32              | 13 april 2014 18:00 't Kuipje Westerlo Ref: Christof Dierick                              | 11' Annys 51' Koffi 60' MacDonald 87' MacDonald (pen.)                  | 1-0 2-0 3-0 3-1 4-1     | Kerckofs                               | Van Langedonck, Paulussen, Schuermans, Maertens, Vanthournout Molenberghs, Geudens, Annys (89' Trenson), Lecomte, MacDonald (89' Rentmeister), Koffi (84' Ruiz)         | Maertens Vanthournout Koffi             |
| 33              | 20 april 2014 15:00 Le Cannonier Moeskroen Ref: Luc Wouters                               | Mouscron-Péruwelz                                                       | 0 - 1                   | KVC Westerlo                           | Van Langedonck, Paulussen, Schuermans, Maertens, Vanthournout Molenberghs (88' Rentmeister), Geudens, Annys, Lecomte, MacDonald, Koffi (80' Trossard)                   | Schuermans                              |
| 33              | 20 april 2014 15:00 Le Cannonier Moeskroen Ref: Luc Wouters                               |                                                                         | 0-1                     | '54 Vanthournout                       | Van Langedonck, Paulussen, Schuermans, Maertens, Vanthournout Molenberghs (88' Rentmeister), Geudens, Annys, Lecomte, MacDonald, Koffi (80' Trossard)                   | Schuermans                              |
| 34              | 27 april 2014 15:00 't Kuipje Westerlo Ref: Serge Gumienny                                | KVC Westerlo                                                            | 1 - 0                   | KAS Eupen                              | Van Langedonck, Paulussen, Schuermans, Maertens, Vanthournout Molenberghs, Geudens, Annys ('26 Cools), Lecomte, MacDonald ('76 Janssens), Koffi (87' Rentmeister)       | 3' Lecomte 17' Deumeland Koffi          |
| 34              | 27 april 2014 15:00 't Kuipje Westerlo Ref: Serge Gumienny                                | '31 Molenberghs                                                         | 1-0                     |                                        | Van Langedonck, Paulussen, Schuermans, Maertens, Vanthournout Molenberghs, Geudens, Annys ('26 Cools), Lecomte, MacDonald ('76 Janssens), Koffi (87' Rentmeister)       | 3' Lecomte 17' Deumeland Koffi          |

### Overzicht
| Speeldag  | 1 | 2 | 3 | 4 | 5  | 6  | 7  | 8  | 9  | 10 | 11 | 12 | 13 | 14 | 15 | 16 | 17 | 18 | 19 | 20 | 21 | 22 | 23 | 24 | 25 | 26 | 27 | 28 | 29 | 30 | 31 | 32 | 33 | 34 |
| --------- | - | - | - | - | -- | -- | -- | -- | -- | -- | -- | -- | -- | -- | -- | -- | -- | -- | -- | -- | -- | -- | -- | -- | -- | -- | -- | -- | -- | -- | -- | -- | -- | -- |
| Resultaat | g | w | w | g | w  | w  | g  | w  | w  | g  | w  | w  | v  | w  | w  | w  | v  | g  | w  | w  | w  | v  | w  | w  | g  | w  | w  | w  | v  | w  | w  | w  | w  | w  |
| Punten    | 1 | 4 | 7 | 8 | 11 | 14 | 15 | 18 | 21 | 22 | 25 | 28 | 28 | 31 | 34 | 37 | 37 | 38 | 41 | 44 | 47 | 47 | 50 | 53 | 54 | 57 | 60 | 63 | 63 | 66 | 69 | 72 | 75 | 78 |
| Positie   | 8 | 6 | 5 | 5 | 3  | 3  | 3  | 3  | 3  | 3  | 3  | 3  | 3  | 3  | 1  | 1  | 2  | 2  | 1  | 1  | 1  | 1  | 1  | 1  | 2  | 1  | 1  | 1  | 2  | 1  | 1  | 1  | 1  | 1  |

### Klassement
|    |    |                    | P  | W  | G  | V  | +  | -  | DS  | Ptn |
| -- | -- | ------------------ | -- | -- | -- | -- | -- | -- | --- | --- |
| K  | 1  | Westerlo           | 34 | 24 | 6  | 4  | 67 | 23 | +44 | 78  |
| EP | 2  | Eupen              | 34 | 22 | 8  | 4  | 75 | 27 | +48 | 74  |
| EP | 3  | STVV               | 34 | 20 | 7  | 7  | 51 | 31 | +20 | 67  |
| EP | 4  | Moeskroen-Péruwelz | 34 | 20 | 6  | 8  | 53 | 27 | +26 | 66  |
|    | 5  | Lommel United      | 34 | 16 | 11 | 7  | 56 | 34 | +22 | 59  |
|    | 6  | Tubeke             | 34 | 15 | 9  | 10 | 59 | 45 | +14 | 54  |
|    | 7  | Antwerp            | 34 | 13 | 10 | 11 | 47 | 35 | +12 | 49  |
| D  | 8  | RWDM               | 34 | 12 | 9  | 13 | 38 | 41 | −3  | 45  |
|    | 9  | Borinage           | 34 | 12 | 9  | 13 | 45 | 51 | −6  | 45  |
|    | 10 | Geel               | 34 | 11 | 10 | 13 | 45 | 49 | −4  | 43  |
|    | 11 | Eendracht Aalst    | 34 | 11 | 9  | 14 | 37 | 49 | −12 | 42  |
|    | 12 | WS Brussel         | 34 | 10 | 10 | 14 | 37 | 38 | −1  | 40  |
|    | 13 | Virton             | 34 | 10 | 8  | 16 | 47 | 48 | −1  | 38  |
|    | 14 | Dessel Sport       | 34 | 10 | 5  | 19 | 37 | 60 | −23 | 35  |
|    | 15 | Roeselare          | 34 | 8  | 11 | 15 | 41 | 62 | −21 | 35  |
|    | 16 | Heist              | 34 | 7  | 10 | 17 | 38 | 74 | −36 | 31  |
| ED | 17 | Hoogstraten        | 34 | 7  | 7  | 20 | 33 | 61 | −28 | 28  |
| D  | 18 | Wezet              | 34 | 2  | 7  | 25 | 26 | 77 | −51 | 13  |

P: wedstrijden gespeeld, W: wedstrijden gewonnen, G: gelijke spelen, V: wedstrijden verloren, +: gescoorde doelpunten, -: doelpunten tegen, DS: doelsaldo, Ptn: totaal punten
 K: kampioen en promotie, EP: eindronde voor promotie, ED: eindronde voor degradatie D: degradatie

## Beker van België (Croky Cup)

### Wedstrijden
| Croky Cup                                                       |                                             |                         |                                | |                            |
| Wedstrijddetails                                                | Thuisploeg                                  | Uitslag                 | Uitploeg                       | Opstelling | Kaarten                    |
| Vierde Ronde                                                    |                                             |                         |                                | |                            |
| 17 augustus 2013 16:00 Stade Luc Varenne Doornik ref:           | RFC Tournai                                 | 0 - 2                   | KVC Westerlo                   | |                            |
| 17 augustus 2013 16:00 Stade Luc Varenne Doornik ref:           |                                             |                         |                                | |                            |
| Vijfde Ronde                                                    |                                             |                         |                                | |                            |
| 25 augustus 2013 16:00 't Kuipje Westerlo ref: Deckers          | KVC Westerlo                                | 2 - 1                   | RU Wallonne Ciney (IV)         | Van Langendonck, Cools, Rentmeister, Maertens (68' Minne), Vanthournout, Molenberghs, Geudens, Wilmet (59' Paulussen) Vandenbergh, (54' Janssens) Ruiz, Trossard         | Van Langendonck Cools      |
| 25 augustus 2013 16:00 't Kuipje Westerlo ref: Deckers          | 40' Trossard 71' Ruiz                       | 1-0 2-0 2-1             | 82" Dethier                    | Van Langendonck, Cools, Rentmeister, Maertens (68' Minne), Vanthournout, Molenberghs, Geudens, Wilmet (59' Paulussen) Vandenbergh, (54' Janssens) Ruiz, Trossard         | Van Langendonck Cools      |
| Zesde Ronde                                                     |                                             |                         |                                | |                            |
| 25 september 2013 20:00 't Kuipje Westerlo ref: Jonathan Lardot | KVC Westerlo                                | 1 - 1 (pen 4-3)         | RAEC Mons (I)                  | Van Langendonck, Cools (77' Ruiz), Renmeister, Maertens, Trenson, Vanthournhout (65' Schuermans), Geudens, Paulussen, Molenberghs, Lecomte, Trossard (86' Kennedy)       | 103' Molenberghs           |
| 25 september 2013 20:00 't Kuipje Westerlo ref: Jonathan Lardot | 7' Cools                                    | 1-0 1-1                 | 68' Arbeitman                  | Van Langendonck, Cools (77' Ruiz), Renmeister, Maertens, Trenson, Vanthournhout (65' Schuermans), Geudens, Paulussen, Molenberghs, Lecomte, Trossard (86' Kennedy)       | 103' Molenberghs           |
| 1/8ste Finale                                                   |                                             |                         |                                | |                            |
| 4 december 2013 20:30 't Kuipje Westerlo ref: Luc Wouters       | KVC Westerlo                                | 2 - 2 (pen 6-5)         | RSC Anderlecht (I)             | Van Langendonck, Paulussen (40'Trenson), Rentmeister, Schuermans, Vanthournhout, Janssens (67' Molenberghs), Cools, Geudens, Lecomte, MacDonald, Trossard (112' Kennedy) | 40' Molenberghs            |
| 4 december 2013 20:30 't Kuipje Westerlo ref: Luc Wouters       | 7' MacDonald 101' Trossard                  | 1-0 1-1 ET: 2-1 2-2     | 48' Bruno 106' Bruno           | Van Langendonck, Paulussen (40'Trenson), Rentmeister, Schuermans, Vanthournhout, Janssens (67' Molenberghs), Cools, Geudens, Lecomte, MacDonald, Trossard (112' Kennedy) | 40' Molenberghs            |
| Kwartfinale                                                     |                                             |                         |                                | |                            |
| 18 december 2013 20:00 't Kuipje Westerlo ref: Serge Gumienny   | KVC Westerlo                                | 0 - 1                   | KSC Lokeren (I)                | Van Langendonck, Paulussen, Schuermans, Maertens, Vanthournout, Molenberghs (61' Rentmeister), Cools, Geudens, Lecomte, MacDonald (54' Janssens), Trossard (61' Kennedy) | 77' Geudens                |
| 18 december 2013 20:00 't Kuipje Westerlo ref: Serge Gumienny   |                                             | 0-1                     | 52' Dutra                      | Van Langendonck, Paulussen, Schuermans, Maertens, Vanthournout, Molenberghs (61' Rentmeister), Cools, Geudens, Lecomte, MacDonald (54' Janssens), Trossard (61' Kennedy) | 77' Geudens                |
| 15 januari 2014 20:30 Daknam Lokeren ref: Bart Vertenten        | KSC Lokeren (I)                             | 4 - 2                   | KVC Westerlo                   | Van Langendonck, Paulussen, Schuermans, Rentmeister, Trenson, Vanthournout, Molenberghs, Cools, Geudens (77' Ruiz), Lecomte, MacDonald                                   | 73' Lecomte 84' Schuermans |
| 15 januari 2014 20:30 Daknam Lokeren ref: Bart Vertenten        | '65 Vanaken '69 Maric '70 Dutra 87' Trompet | 0-1 0-2 1-2 2-2 3-2 4-2 | 49' Cools 53' Paulussen (pen.) | Van Langendonck, Paulussen, Schuermans, Rentmeister, Trenson, Vanthournout, Molenberghs, Cools, Geudens (77' Ruiz), Lecomte, MacDonald                                   | 73' Lecomte 84' Schuermans |

2012/13 · 2013/14 · 2014/15 · 2015/16 · 2016/17 · 2017/18 · 2018/19 · 2019/20· 2020/21· 2021/22